# Ý xâm chiếm Somaliland thuộc Anh
Ý xâm chiếm Somaliland thuộc Anh là một chiến dịch ở vùng Sừng châu Phi xảy ra mùa hè 1940 và là một phần của Chiến dịch Đông Phi trong Chiến tranh thế giới lần thứ hai.

## Khởi đầu
Khi Ý tuyên chiến ngày 10 tháng 6 năm 1940, quân đội Ý chưa chuẩn bị cho một cuộc chiến kéo dài ở Bắc Phi hoặc Đông Phi. Với 1 hậu quả, nhà độc tài Ý Benito Mussolini chỉ ra lệnh vài cuộc chiến xâm lăng giới hạn để chiếm đoạt lãnh thổ dọc theo biên giới Ai Cập, Kenya, và Sudan.
Cuối tháng 6, Amedeo, Công tước của Aosta, Tướng-Thống đốc của Đông Phi thuộc Ý, thuyết phục Chỉ huy Tối cao Ý ra kế hoạch một chiến dịch để chinh phục Somaliland thuộc Anh. Vua Ý Victor Emmanuel III, và Mussolini đồng ý với Công tước của Aosta vào đầu tháng 8 chiến dịch đã sẵn sàng bắt đầu.

## Các hiểu biết
Cuộc càn quét Somaliland thuộc Anh là chiến dịch duy nhất Ý giành được chiến thắng mà không có sự hỗ trợ của quân Đức - trong Chiến tranh thế giới thứ hai chống lại Đồng Minh.